# Ясность (Родина)
«Ясность» (англ. «Clarity») — десятый эпизод седьмого сезона американского драматического телесериала «Родина», и 82-й во всём сериале. Премьера состоялась на канале Showtime 15 апреля 2018 года.

## Сюжет
Когда подтверждена смерть Данте, цепочка улик для оправдания президента Кин распадается. Чтобы спасти ситуацию, у Сола (Мэнди Патинкин) появляется план вытащить Симон из России. Он обращается к Кэрри (Клэр Дэйнс), прося её возглавить команду оперативников для выполнения миссии. Кэрри отказывается, так как у неё на носу слушание об опеке, и ей нужно оставить этот тип работы позади. Кэрри навещает Энсон (Джеймс Д'Арси). Они обсуждают предстоящее слушание и как ослабить дело Мэгги. Кэрри отмечает, что Мэгги незаконно лечила биполярное расстройство Кэрри, поставляя лекарства и проводя анализы крови. Энсон врывается в офис Мэгги, добывает соответствующие медицинские записи и доставляет их Кэрри.
Президент Кин (Элизабет Марвел) сталкивается с восстанием из своего кабинета, который настаивает на сборе достаточного количества голосов, чтобы прибегнуть к 25-й поправке и отстранить её от должности. Только подпись вице-президента Уорнера (Бо Бриджес) нужна, чтобы завершить процесс. Сенатор Пэйли (Дилан Бейкер) встречается с Уорнером, чтобы возбудить дело против Кин. Кин узнаёт о встрече и опасается худшего, когда она не может связаться с Уорнером после этого. Она идёт в наступление, увольняя четырёх членов кабинета, чтобы они не смогли голосовать против неё. Уэллингтон (Лайнус Роуч) безуспешно пытается отговорить её, говоря ей, что это будет политическое самоубийство, и будет именно тем кризисом, который пытались породить русские.
На слушании по опеке, многочисленные свидетели дают показания против компетентности Кэрри как матери. Мэгги (Эми Харгривз) идёт на стенд и обращается непосредственно к Кэрри; она утверждает, что Кэрри родилась, чтобы делать экстраординарные вещи, но она не способна дать Фрэнни стабильную обстановку, которая ей нужна. Кэрри соглашается отказаться от борьбы за опеку и принимает права на посещение каждые две недели, решив не дискредитировать Мэгги при помощи медицинских записей. На похоронах Данте, Кэрри спрашивает Сола, может ли она всё ещё возглавить операцию в России. Он отвечает утвердительно, и эпизод заканчивается тем, что Кэрри и Сол уезжают в машине на задание.

## Производство
Режиссёром эпизода стал Дэн Аттиас, а сценарий написали исполнительные продюсеры Говард Гордон и Рон Нисуонер.

## Реакция

### Реакция критиков
Эпизод получил рейтинг 86% на сайте Rotten Tomatoes на основе семи отзывов.
Ширли Ли из «Entertainment Weekly» оценила эпизод на «B+», написав: «Сила этого часа.. пришла из истории Кэрри». Брайан Таллерико из «New York Magazine» оценил на 3 звезды из 5, описав заключительную сцену Кэрри с Мэгги и Фрэнни как «нежную и эмоциональную», но он также критиковал эпизод за то, что он требовал слишком много приостановок неверия.

### Рейтинги
Во время оригинального показа, эпизод посмотрели 1.28 миллионов зрителей.